# Intel Capital
Intel Capital est une division d'Intel Corporation, créée pour gérer du capital-risque, des investissements mondiaux, des fusions et des acquisitions. Intel Capital fait des investissements dans une gamme de startups technologiques et des entreprises offrant du matériel, des logiciels et des services ciblant l'entreprise, la mobilité, l'Internet grand public, les médias numériques et la fabrication de semi-conducteurs.

## Histoire
Intel Capital a été créé en 1991 par Les Vadasz et Avram Miller (en). La compagnie était initialement appelée Corporate Business Development (CBD). À cette époque, Intel investissait principalement dans des sociétés américaines, et en 1998, 95 % de ses investissements étaient aux États-Unis. Au fil du temps, les investissements dans des entreprises non américaines ont augmenté et, en 2012, les investissements internationaux représentaient environ 57 % des investissements de l'entreprise.
Intel Capital a investi plus de 10,8 milliards de dollars dans plus de 1 280 entreprises dans 54 pays. Plus de 200 de ces entreprises sont devenues publiques sur diverses bourses dans le monde et plus de 325 ont été acquises ou ont participé à une fusion.
En 2014, Intel Capital avait 26 bureaux à travers le monde. La compagnie était présente en Belgique, au Brésil, en Chine, en Inde, en Allemagne, en Irlande, au Japon, en Israël, au Nigéria, en Pologne, en Russie, à Singapour, en Corée du Sud, à Taiwan, en Turquie, au Royaume-Uni et aux États-Unis.

### Investissements
Intel Capital a investi, entre autres, dans les compagnies suivantes : Actions Semiconductor (en), AlterGeo (en), AppyStore (en), AVG Technologies, Bellrock Media, Box, Broadcom, Cloudera, CNET, Citrix Systems, Elpida Memory, Gaikai, Gigya (en), IndiaInfoline.com, Inktomi, Insyde Software (en), Integrant Technologies, July Systems, Kingsoft, LogMeIn, Marvell, Mellanox, Mirantis (en), MongoDB, MySQL, NIIT (en), PCCW, Red Hat, Rediff.com, Research in Motion (Blackberry), Saffron Technology (en), Sasken (en), Smart Technologies, Snapdeal, Sonda, Sohu.com, Stratoscale (en), TechFaith (en), Trigence, VMware and WebMD.
En 2014, Intel Capital a fait des investissements de 62 millions $ US dans 16 startups technologiques.